# Розпуста
Розпу́ста, хтивість — спосіб життя, побудований на зневажанні норм суспільної моралі. Це поняття присутнє в усіх релігіях світу на різних мовах, але з ідентичним тлумаченням.
Постало зі старого значення «розірвання шлюбу внаслідок розведення подружньої пари („розпусти“)». Оскільки на розведену жінку дивилися досить підозріло, то поступово значення слова розпу́ста набувало сучасного вжитку. Також, панянка (дівиця) мала традиційне право «розпустити коси» після Весілля, що поважалося стародавнім українським суспільством. Це був вираз досвіду народу. А носити «розпущене» волосся, «розпущену» зачіску асоціювалося з виразом «розпущеності»-розпусти. У даному сенсі зачіска розглядалася як один із символів впорядкованості всередині душі, виражене назовні (самоствердження). Звідси в українській мові та в українській культурі досі вживане поняття — «порядна» людина або «не порядна» людина, на ознаку наявності порядку в душі чи відсутності організованості психіки. Вираз (або відсутність цього) впорядкованості душі, організації психіки розглядалося й розгадається як відповідність аксіологічній шкалі (системі цінностей), або «пусте» (розпуста) — відсутність внутрішньої дисципліни індивіда.
За легендами, розпуста — це скинутий з неба злий дух, який не встиг приземлитися і завис у повітрі. Відтоді розпуста чіпляється до кожного перехожого, який випадково доторкнеться до нього. Може обертатися на птаха, жінку, чоловіка, кота, собаку тощо. Найчастіше підстерігає подорожнього на перехресті. Зникав Розпуста (розсіювався) після того, як проспіває півень.